# Haruki Seto
Haruki Seto (født 14. marts 1978) er en tidligere japansk fodboldspiller.
Han har spillet for flere forskellige klubber i sin karriere, herunder Yokohama Flügels og Oita Trinita.